# Perasia teligera
Perasia teligera là một loài bướm đêm trong họ Noctuidae.